# Иврак-э-Маллеран
Ивра́к-э-Маллера́н (фр. Yvrac-et-Malleyrand) — коммуна во Франции, находится в регионе Пуату — Шаранта. Департамент — Шаранта. Входит в состав кантона Ла-Рошфуко. Округ коммуны — Ангулем.
Код INSEE коммуны — 16425.
Коммуна расположена приблизительно в 380 км к юго-западу от Парижа, в 95 км южнее Пуатье, в 26 км к северо-востоку от Ангулема.

## Население
Население коммуны на 2008 год составляло 530 человек.
| 1962 | 1968 | 1975 | 1982 | 1990 | 1999 | 2008 |
| ---- | ---- | ---- | ---- | ---- | ---- | ---- |
| 506  | 481  | 420  | 403  | 432  | 465  | 530  |

## Экономика
В 2007 году среди 327 человек в трудоспособном возрасте (15—64 лет) 223 были экономически активными, 104 — неактивными (показатель активности — 68,2 %, в 1999 году было 73,7 %). Из 223 активных работали 208 человек (110 мужчин и 98 женщин), безработных было 15 (7 мужчин и 8 женщин). Среди 104 неактивных 22 человека были учениками или студентами, 46 — пенсионерами, 36 были неактивными по другим причинам.

## Достопримечательности
- Бывшее командорство Св. Иоанна Крестителя (XII век). Его оригинальный свод был заменён деревянным потолком в 1980 году. Исторический памятник с 1994 года[3]
- Приходская церковь Сен-Вивьен (XII век), расположена в деревне Иврак. Имеет характерный полукупол, покрытый плитами известняка[4]

## Фотогалерея

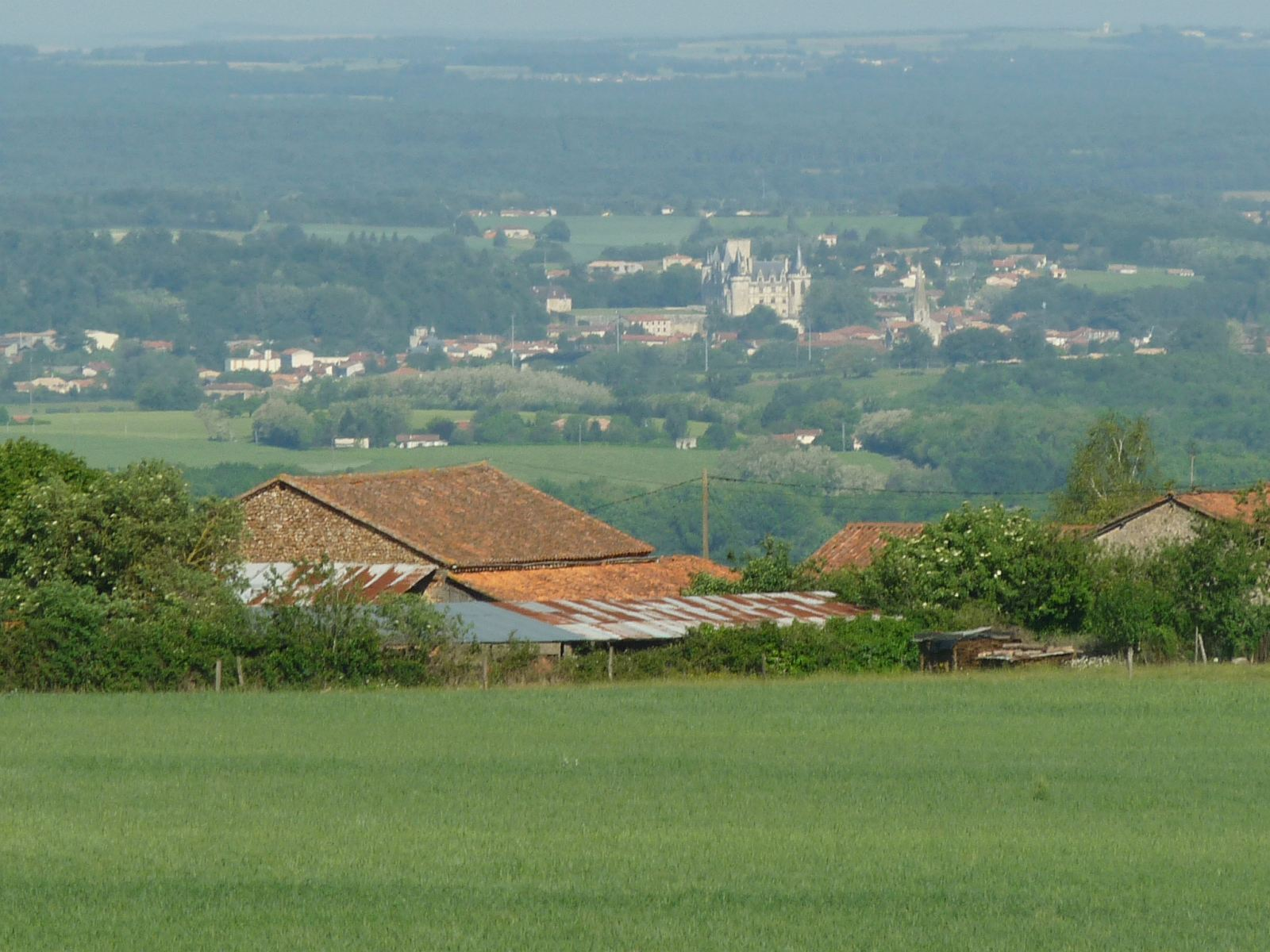
Иврак-э-Маллеран
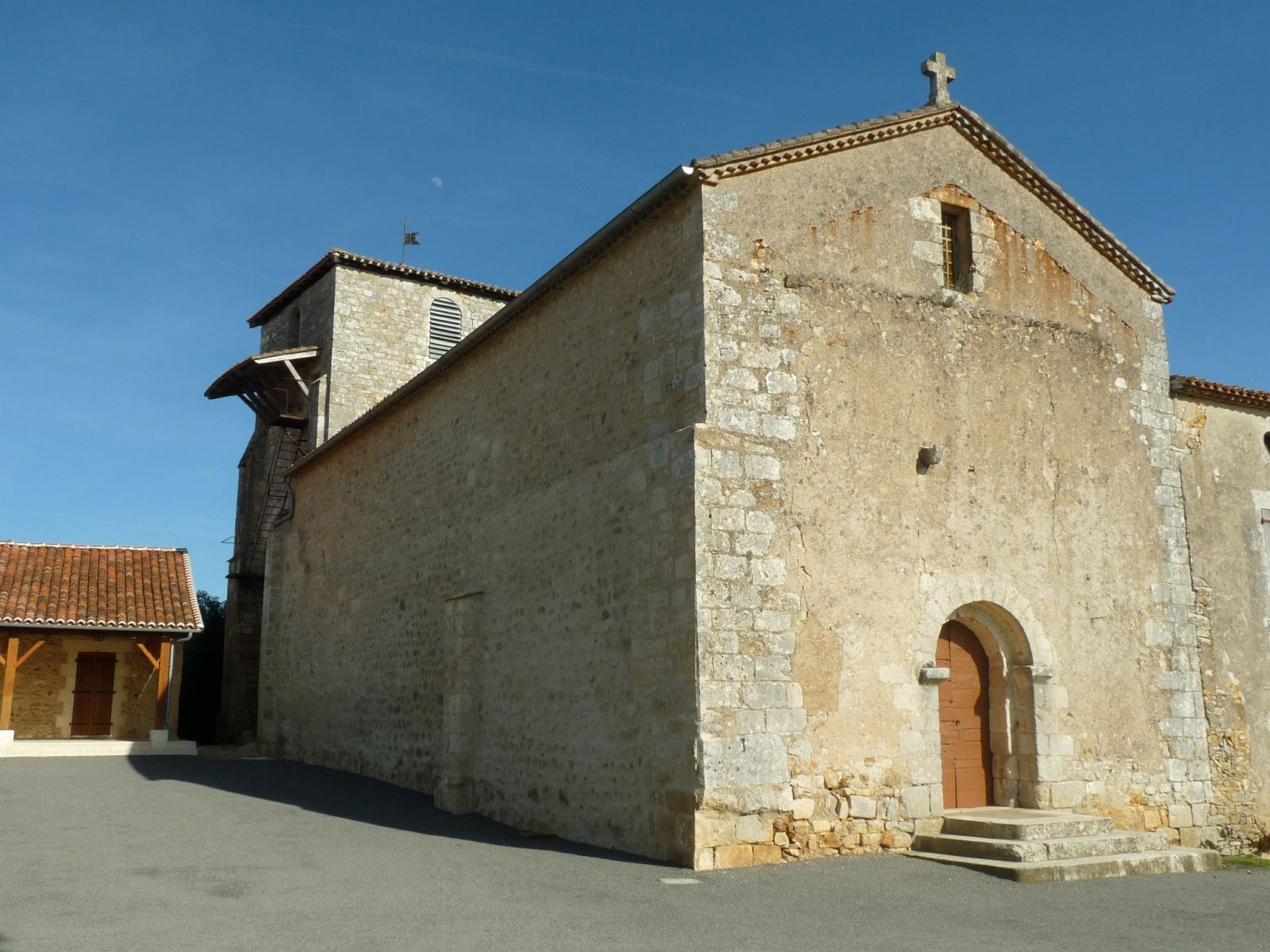
Церковь Сен-Вивьен
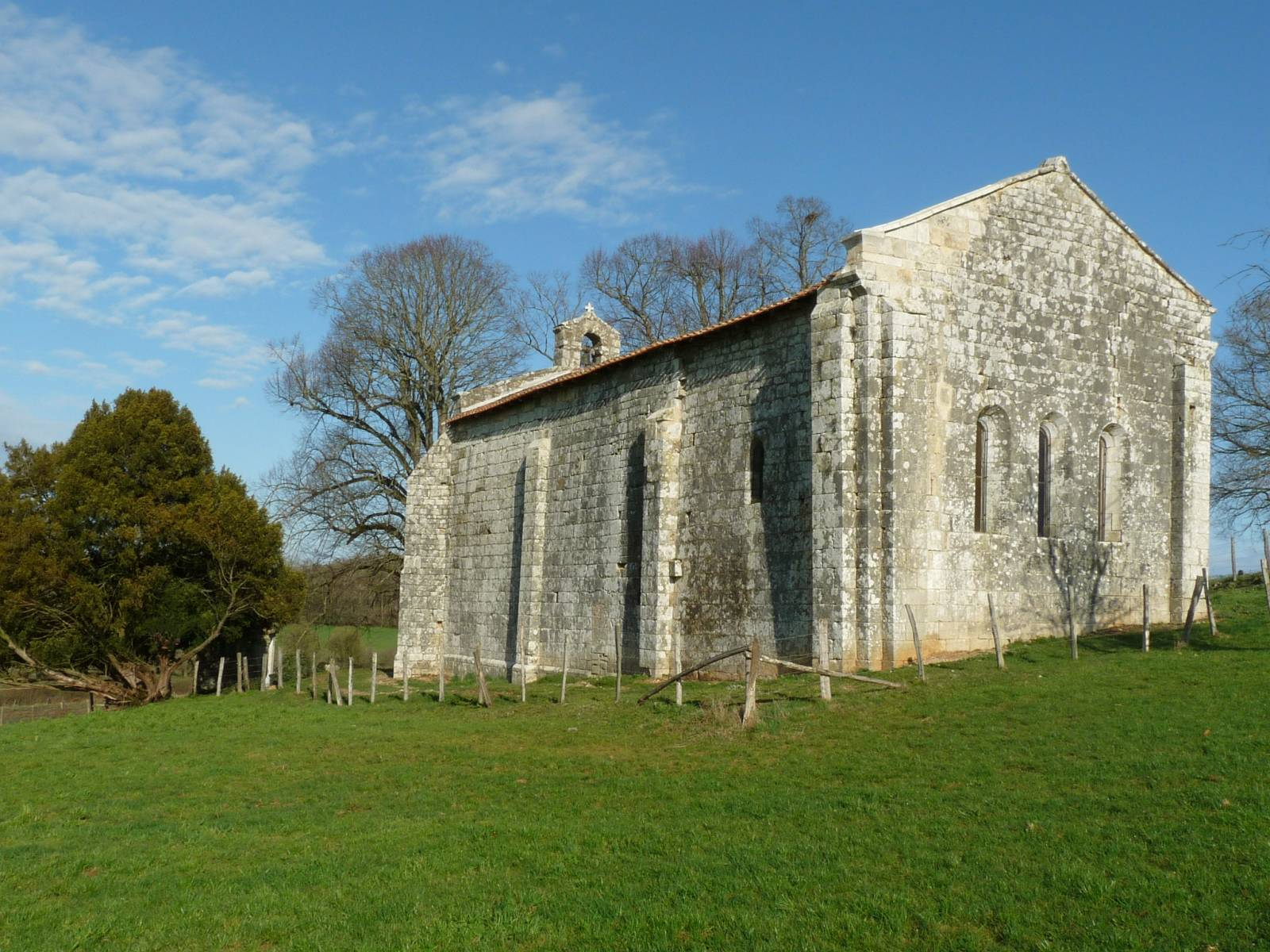
Часовня Св. Иоанна Крестителя
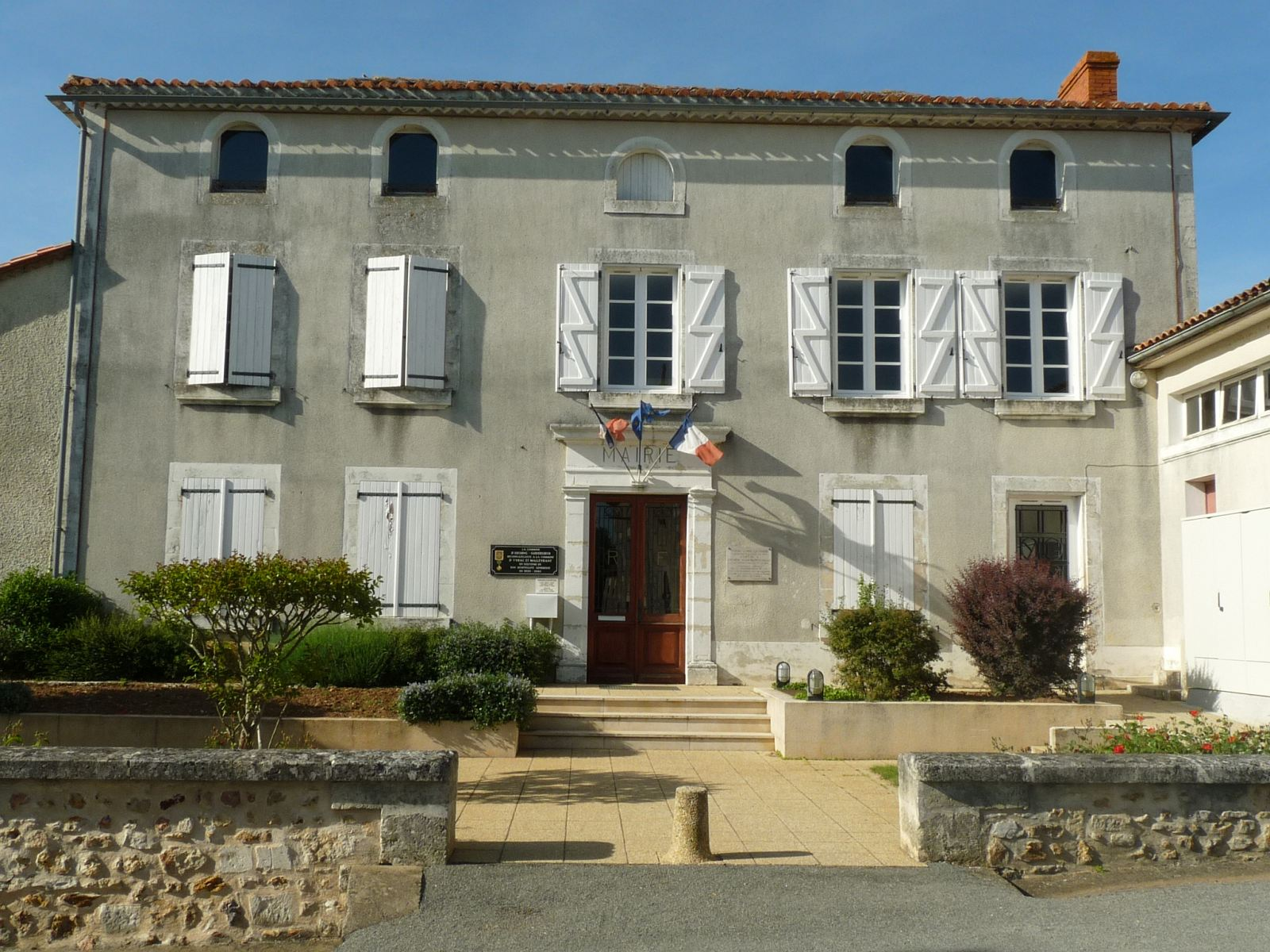
Мэрия